# Administrație publică
Administrația publică este cea care efectuează implementarea politicii publice guvernamentale iar din punct de vedere al disciplinei academice studiază și pregătește angajații publici pentru a lucra în serviciul public. Ca „domeniu de activitate are o sferă diversă” al cărui scop fundamental este „de a dezvolta managementul și politicile astfel încât guvernul să poată funcționa”. Unul dintre diferitele termene ca definiții este: „managementul programelor publice” „traducerea politicii în realitatea pe care o văd zilnic cetățenii” și „studiul luării deciziilor guvernamentale, analiza politicilor în sine, a diferitelor politici alternative”;

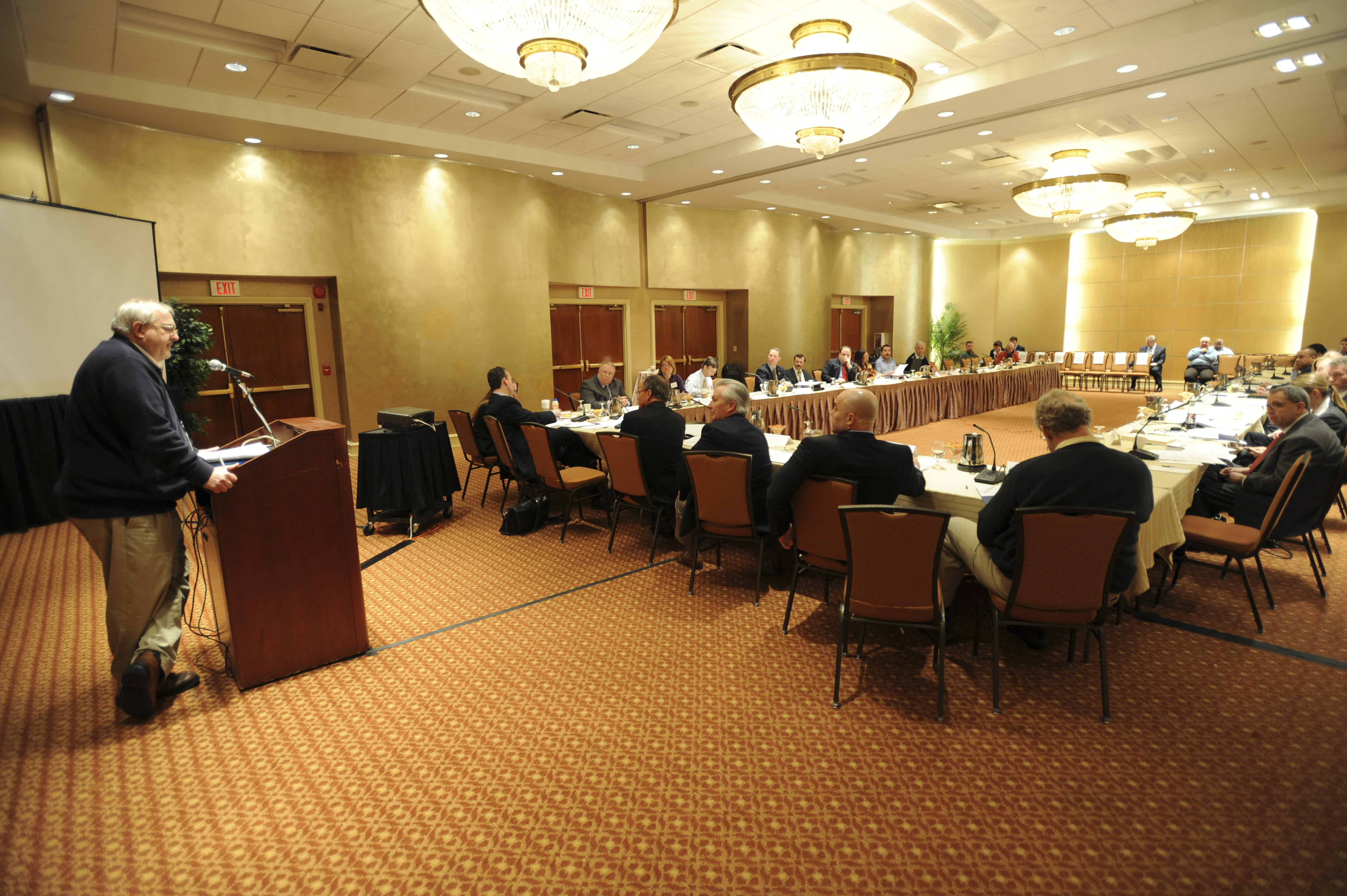
Administrația publică este atât o disciplină academică, cât și un domeniu de practică; acesta din urmă este descris în această imagine a funcționarilor publici federali din SUA la o întâlnire.

Cuvântul administrație publică este combinația a două cuvinte: public și administrație. În fiecare sferă a vieții sociale, economice și politice există administrație ceea ce înseamnă că pentru buna funcționare a organizației sau instituției trebuie condusă corespunzător și din acest concept reiese ideea de administrație.
Administrația publică este „preocupată în mod central de organizarea politicilor și programelor guvernamentale, precum și de comportamentul funcționarilor (de obicei nealeși) responsabili formal de conduita lor
Mulți angajați publici nealeși pot fi considerați administratori publici, inclusiv șefi de departamente municipale, județene , regionale, de stat și federale, cum ar fi directori de buget municipal, administratori de resurse umane (HR), manageri de oraș , manageri de recensământ , de stat directori de sănătate și secretari de cabinet. Administratorii publici sunt angajați publici care lucrează în departamente și agenții publice, la toate nivelurile de guvernare
În Statele Unite, angajații publici și academicieni precum Woodrow Wilson au promovat reforma serviciului public în anii 1880, mutând administrația publică în mediul academic.  

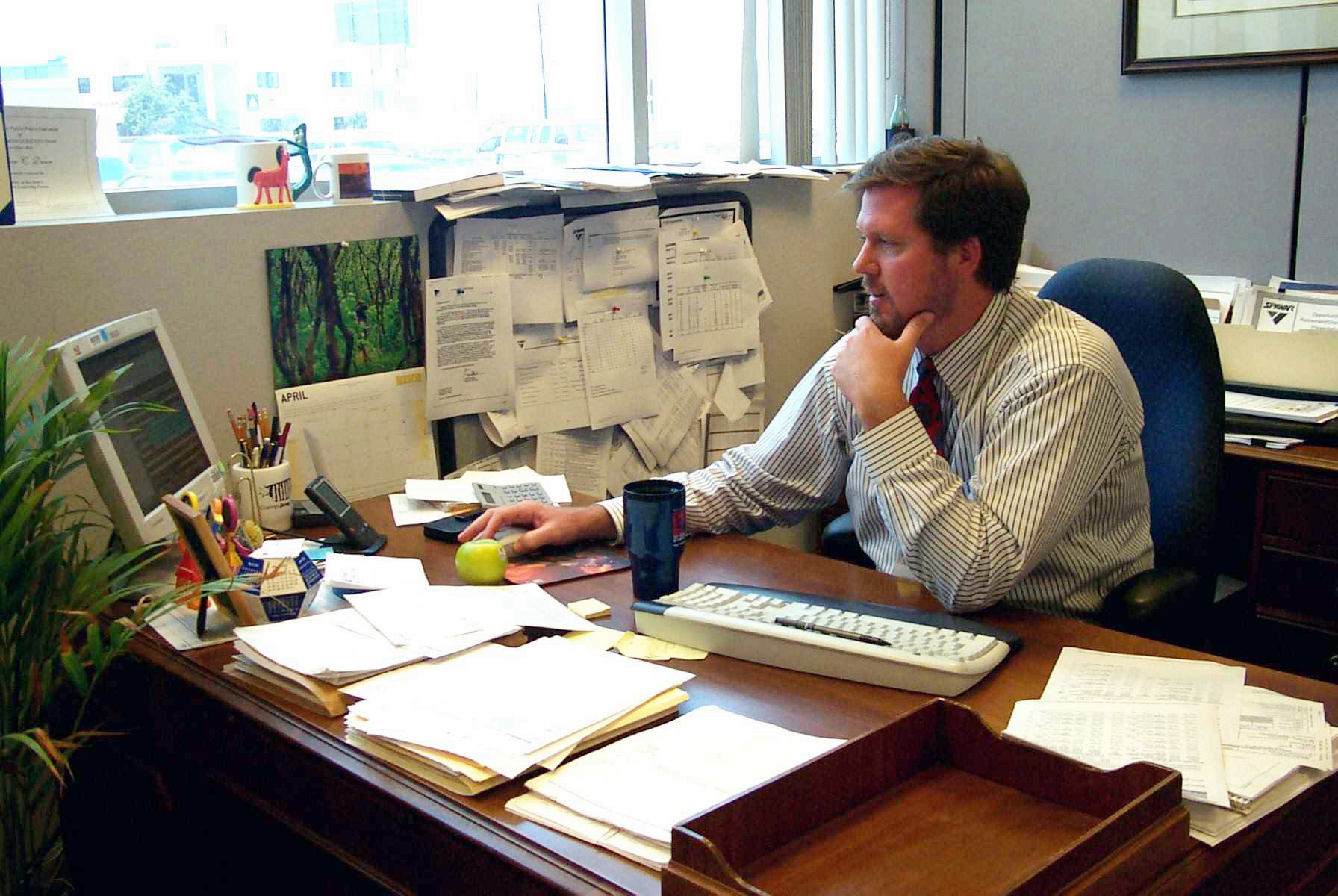
Administratorii tind să lucreze atât cu documente pe hârtie, cât și cu fișiere computerizate.

## Definițíi
În 1947, Paul H. Appleby a definit administrația publică drept „conducerea publică a afacerilor publice direct responsabilă de acțiunea executivă”. Într-o democrație, avem de-a face cu o astfel de conducere și acțiune executivă în termeni care respectă și contribuie la demnitatea, valoarea și potențialul cetățeanului. Un an mai târziu, Gordon Clapp, pe atunci președintele Tennessee Valley Authority a definit administrația publică „ca un instrument public prin care societatea democratică poate fi realizată”. Aceasta implică faptul că trebuie să se raporteze la conceptele de dreptate, libertate și oportunități economice mai complete pentru ființele umane și, prin urmare, este preocupată de „oameni, idei și lucruri”. 
Bazându-se pe tema democrației și renunțând la legătura cu puterea executivă, Patricia M. Shields afirmă că administrația publică „se ocupă de administrarea și implementarea produselor unei democrații vii”.
Termenul cheie „produs” se referă la „acele articole care sunt construite sau produse”, cum ar fi închisorile, drumurile, legile, școlile și securitatea. „În calitate de implementatori, managerii publici angajează aceste produse”. Ei participă la realizarea democrației „vii”. O democrație vie este „un mediu în schimbare, organic”.

## Istoric

#### India în anul 600 î.Hr
Civilizațiile Harappa și Mohenjo-daro aveau organisme organizate de funcționari publici. Există multe referințe la lucrările lui Brihaspati despre legi și guvernare. Un extras din volumul Aaine-Akbari [vol.III, tr. de H. S. Barrett, pp217–218] scris de Abul Fazl menționează un simpozion de filozofi ținut în 1578 la instanța lui Akbar. Relatarea este dată de istoricul Vincent Smith, în articolul său intitulat „Profesorii jainiști din Akbar”. Punctul central al ritualului religios tradițional era acela de a câștiga bani gata pentru autorii săi.
Antichitate până în secolul al XIX-lea
Datând din Antichitate, faraonii, regii și împărații au cerut pagini, trezorieri și colectori de taxe pentru a administra afacerile practice ale guvernului. Înainte de secolul al XIX-lea, personalul majorității administrațiilor publice era plin de nepotism, favoritism și patronaj politic, care era adesea denumit „ sistem de pradă ”. Administratorii publici au fost multă vreme „ochii și urechile” guvernanților. În epoca medievală, abilitățile de a citi și de a scrie, de a adăuga și de a scădea erau la fel de dominate de elita educată ca și angajarea publică. În consecință, nevoia de funcționari publici experți a căror abilitate de a citi și scrie a stat la baza dezvoltării expertizei în activități atât de necesare, cum ar fi evidența juridică, plata și hrănirea armatelor și perceperea taxelor.Pe măsură ce epoca imperialistă europeană a progresat și puterile militare și-au extins controlul asupra altor continente și oameni, nevoia unei administrații publice sofisticate a crescut.
Se poate spune că domeniul managementului își are originea în China antică, incluzând primul stat birocratic centralizat. Cu mult în avans față de restul lumii, sinologul Herrlee G. Creel și alți savanți au găsit influența administrației chineze în Europa până în secolul al XII-lea. Thomas Taylor Meadows, consulul Marii Britanii la Guangzhou, a susținut în revista Desultory Notes on the Government and People of China (1847) că „durata lungă a imperiului chinez se datorează numai și în totalitate bunei guvernări care constă în avansarea oamenilor". Influențat de vechiul examen imperial chinezesc, Raportul Northcote–Trevelyan din 1854 a recomandat ca recrutarea să se facă pe baza meritelor determinate prin concurs, candidații fiind nevoiți să aibe o educație generală solidă pentru a le fi permise transferurile inter-departamentale, iar promovarea ar trebui să fie prin performanță. Acest lucru a condus la implementarea serviciului public al Majestății Sale ca o birocrație sistematică.
La fel ca britanicii, dezvoltarea birocrației franceze a fost influențată de sistemul chinez. Voltaire a susținut că poporul chinez are „știința morală perfecționată”, iar François Quesnay a susținut un sistem economic și politic modelat după cel al chinezilor. Examenele serviciului public francez adoptate la sfârșitul secolului al XIX-lea s-au bazat, de asemenea, în mare parte pe studii culturale generale. Aceste caracteristici au fost comparate cu modelul chinezesc anterior.
Nobilul din secolul al XVIII-lea, regele Frederic William I al Prusiei, a creat profesori de cameralism pentru a pregăti o nouă clasă de administratori publici. Universitățile din Frankfurt an der Oder și Universitatea din Halle au fost instituții din Prusia care puneau accent pe discipline economice și sociale, cu scopul reformei societale. Johann Heinrich Gottlob Justi a fost cel mai cunoscut profesor de cameralism. Astfel, dintr-o perspectivă vest-europeană, experții din epoca clasică, medievală și iluministă au format fundamentul disciplinei care a ajuns să fie numită administrație publică.
Lorenz von Stein, un profesor german din Viena din 1855, este considerat fondatorul științei administrației publice în multe părți ale lumii. Pe vremea lui Von Stein, administrația publică era considerată o formă de drept administrativ, dar Von Stein credea că acest concept era prea restrictiv. Von Stein a învățat că administrația publică se bazează pe multe discipline prestabilite, cum ar fi sociologia, știința politică, dreptul administrativ și finanțele publice. El a numit administrația publică o știință integratoare și a afirmat că administratorii publici ar trebui să fie preocupați atât de teorie, cât și de practică. El a susținut că administrația publică este o știință deoarece cunoștințele sunt generate și evaluate conform metodei științifice.

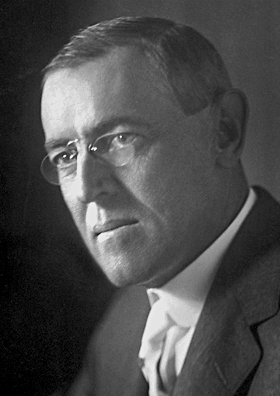
Woodrow Wilson

### Administrația publică în SUA (anii 1880-1940)
În Statele Unite ale Americii, Woodrow Wilson este considerat părintele administrației publice. Prima dată a recunoscut oficial administrația publică într-un articol din 1887 intitulat „Studiul administrației”. Viitorul președinte a scris că „obiectul unui studiu administrativ este să se descopere, în primul rând, ce poate face guvernul în mod corespunzător și cu succes și în al doilea rând cum poate face aceste lucruri cu cea mai mare eficiență și cu cel mai mic cost posibil.
Wilson a fost mai influent în știința administrației publice decât Von Stein, în primul rând datorită unui articol scris de Wilson în 1887 în care susținea patru concepte:
- Separarea politică de administrație
- Analiza comparativă a organizațiilor politice și private
- Îmbunătățirea eficienței cu practici și atitudini asemănătoare afacerilor față de operațiunile zilnice
- Îmbunătățirea eficienței serviciului public prin management și prin formarea funcționarilor publici

Separarea dintre politică și administrație a fost obiectul unei dezbateri de durată. Diferitele perspective privind aceast fapt contribuie la diferențierea caracteristicilor generațiilor sugerate de administrație publică. În anii 1920, oamenii de știință din administrația publică au răspuns solicitării lui Wilson și astfel au fost introduse manuale în acest domeniu. Câțiva experți ai acelei perioade au fost Luther Gulick, Lyndall Urwick, Henri Fayol, Frederick Taylor și alții. Frederick Taylor (1856–1915), un alt expert proeminent în domeniul administrației și managementului, a publicat și o carte intitulată Principiile managementului științific (1911). El credea că analiza științifică va duce la descoperirea „celui mai bun mod” de a face lucruri sau de a efectua o operație. Acest lucru, potrivit lui, ar putea ajuta la economisirea costurilor și a timpului. Tehnica lui Taylor a fost introdusă mai târziu în industria privată, iar mai târziu în diferitele organizații guvernamentale.
Abordarea lui Taylor este adesea denumită Principiile lui Taylor sau Taylorism. Managementul științific al lui Taylor a constat în patru principii principale:
- Înlocuirea metodelor de lucru de bază cu metode bazate pe un studiu științific al sarcinilor.
- Selectarea, instruirea și dezvoltarea în mod științific a fiecărui angajat.
- Furnizarea „instruirii detaliate și supravegherea a fiecărui lucrător în îndeplinirea sarcinii distincte ale lucrătorului respectiv”.
- Împărțirea muncii aproape în mod egal între manageri și lucrători.

#### Contribuția femeilor (anii 1880 - 1940)
Experții contemporani revendică o poveste însoțitoare de origine a administrației publice, care include contribuțiile femeilor. Acesta a devenit cunoscut sub denumirea de modelul „alternativ” al administrației publice. În timpul secolului al XIX-lea, femeile din clasa superioară din Statele Unite și Europa au organizat asociații de voluntari care au lucrat pentru a atenua excesele de urbanizare și industrializare din orașele lor. În cele din urmă, aceste asociații de voluntari au devenit rețele care au fost capabile să conducă schimbările de politică și administrație. Aceste cluburi civice de femei au lucrat pentru a face orașele și spațiile de lucru mai sigure (străzi mai curate, apă și canalizare, reglementări la locul de muncă). Acestea erau spații administrative și politice ignorate de tații și soții lor. Munca acestor cluburi a fost amplificată de organizații non-profit nou organizate. Reformele care au apărut din New Deal (de exemplu, venituri pentru bătrâni, asigurări de șomaj, ajutor pentru copiii aflați în întreținere și persoanele cu dizabilități etc.) au fost susținute de liderii mișcării Settlement. Richard Stillman îi atribuie lui Jane Addams, un lider cheie al mișcării Settlement și un pionier al administrației publice, „conceperea și generarea” statului bunăstării modern. Realizările mișcării așezărilor și concepția lor despre administrația publică au fost ignorate în literatura timpurie a administrației publice. Modelul alternativ de administrație publică a fost invizibil timp de aproximativ 100 de ani până când Camilla Stivers a publicat Bureau Men and Settlement Women în 2000. 
Lucrătorii din colonizări au luptat în mod explicit pentru justiția socială în timp ce făceau campanie pentru reformă. Ei au căutat schimbări de politică care să îmbunătățească viața imigranților, femeilor, copiilor, bolnavilor, bătrânilor și săracilor.

#### Modelul de decontare a administrației publice
Mișcarea Settlement și liderii săi, cum ar fi Jane Addams, Julia Lathrop și Florence Kelley, au jucat un rol esențial în crearea modelului alternativ, de inspirație feminină, de administrație publică. Acest model de așezare al administrației publice, a avut două componente interdependente – municipal și cetățenie industrială. Modelul menajer municipal a cerut ca orașele să fie conduse ca o casă de îngrijire, orașul ar trebui conceput ca o prelungire a căminului în care familiile ar putea fi în siguranță și copiii ar putea fi îngrijiți. Străzi curate, apă curată, locuri de joacă, reforma curriculară educațională și tribunale pentru minori sunt exemple de reforme asociate cu această mișcare. Cetățenia industrială s-a concentrat pe problemele și riscurile participării forței de muncă într-o economie. Reformele care au atenuat problemele la locul de muncă, cum ar fi munca copiilor, locurile de muncă insalubre, programele excesive de muncă, riscurile de accidente industriale și sărăcia în vârstă au fost în centrul acestor eforturi. Eforturile de reformă ale femeilor din așezările organizate au condus la legi și inspecții privind siguranța la locul de muncă. Reformatorii așezărilor au continuat să servească ca administratori locali, de stat și federali.

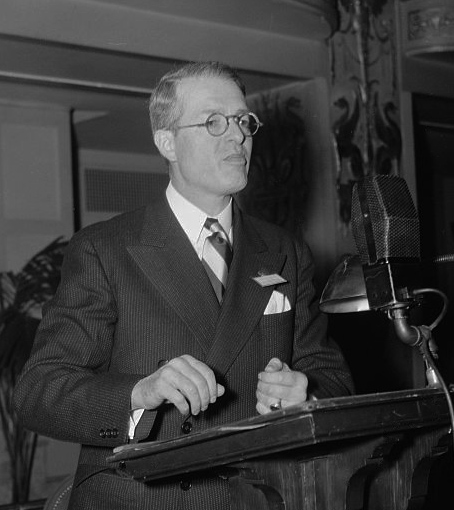
Luther Gulick (1892–1993) a fost expert în administrație publică.

#### Administrația publică în SUA (1940)
Separarea dintre politică și administrație, susținută de Wilson, continuă să joace un rol semnificativ în administrația publică. Cu toate acestea, dominația acestei administrații a fost contestată de oamenii de știință din a doua generație, începând cu anii 1940.
Luther Gulick și Lyndall Urwick sunt doi experți din a doua generație. Gulick, Urwick au construit noul mediu bazat pe munca experților contemporani în comportament, administrație și organizație. Noua generație de teorii organizaționale nu se mai baza pe presupuneri logice și generalizări despre natura umană, precum teoreticienii clasici. Gulick a dezvoltat o teorie cuprinzătoare, generică a organizării, care a subliniat metoda științifică, eficiența și profesionalismul. Gulick a rezumat îndatoririle administratorilor cu un acronim; POSDCORB, care înseamnă planificare, organizare, personal, direcționare, coordonare, raportare și bugetare. Fayol a dezvoltat un tratament sistematic, în 14 puncte, al managementului privat. Teoreticienii din a doua generație s-au bazat pe practicile private de management pentru științe administrative. În trecut, s-a crezut că este posibilă o singură teorie generică de management. Prin teoria generală, teoria administrativă s-ar putea concentra asupra organizațiilor guvernamentale. Teoreticienii de la mijlocul anilor 1940 i-au provocat pe Wilson și Gulick.

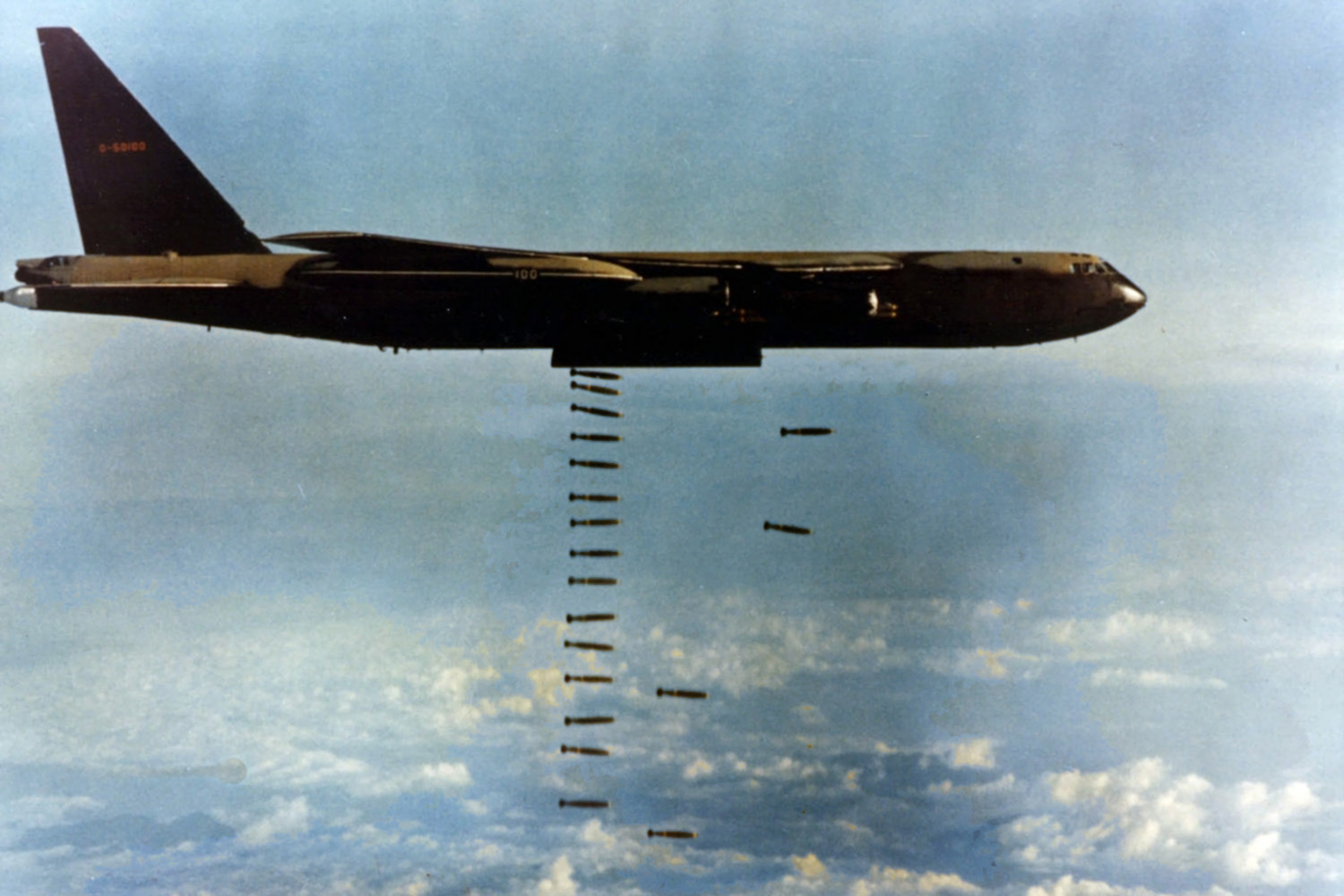
Războiul din Vietnam i-a înstrăinat pe cetățenii americani de guvernul lor.

#### Administrația publică în SUA (anii 1950 - 1970)
În anii 1950, Statele Unite au cunoscut o prosperitate prelungită și și-au consolidat locul ca lider mondial. Administrația publică a cunoscut un fel de apogeu datorită efortului de război de succes și reconstrucției postbelice de succes în Europa de Vest și Japonia. Guvernul a fost popular la fel ca și președintele Eisenhower. În anii 1960 și 1970, guvernul a fost criticat ca fiind ineficient. Intervenția americană costisitoare în Vietnam împreună cu scandalurile interne sunt două exemple de comportament autodistructiv al guvernului. 
A existat un apel din partea cetățenilor pentru o administrare eficientă care să înlocuiască birocrația ineficientă și risipitoare. Administrația publică ar trebui să se distanțeze de politică pentru a răspunde la acest apel și a rămâne eficientă. Aleșii au susținut aceste reforme. Comisia Hoover, condusă de profesorul Louis Brownlow de la Universitatea din Chicago, examinează reorganizarea guvernului. Concomitent, după Al Doilea Război Mondial, întregul concept de administrație publică s-a extins pentru a include elaborarea și analiza politicilor. Mai târziu, factorul uman a devenit o preocupare și un accent predominant în studiul administrației publice. Această perioadă a fost martora dezvoltării și includerii altor cunoștințe de științe sociale, în principal, psihologia și sociologia. 
Datorită evenimentelor din anii 1960, precum Războiul din Vietnam și protestele împotriva războiului, asasinarea unui președinte și a liderilor pentru drepturile civile, administrația publică și-a schimbat cursul. Stimulați de evenimentele din anii '60, anii 1970 au adus schimbări semnificative Societății Americane pentru Administrație Publică. Minoritățile rasiale și etnice și femeile membre s-au organizat pentru a căuta o mai mare participare.

#### Administrația publică în SUA (anii 1980 - 1990)
La sfârșitul anilor 1980, încă o generație de teoreticieni ai administrației publice au început să o înlocuiască pe ultima. Noua teorie, care a ajuns să fie numită New Public Management, a fost propusă de David Osborne și Ted Gaebler în cartea lor Reinventing Government. Noul model a susținut utilizarea modelelor în stilul sectorului privat, a ideilor și a valorilor organizaționale pentru a îmbunătăți eficiența și orientarea către servicii a sectorului public. În timpul administrației Clinton (1993–2001), vicepreședintele Al Gore a adoptat și a reformat agențiile federale folosind abordările NPM. În anii 1990, noul management public a devenit răspândit în birocrațiile din SUA, Marea Britanieși, într-o măsură mai mică, în Canada.
Unii autori moderni definesc NPM ca o combinație de fragmentare a marilor birocrații în agenții mai mici, încurajand competiția între diferite agenții publice și stimularea concurenței între acestea. Unii critici susțin că noul concept de management public prin care oamenii sunt tratați ca și „clienți” mai degrabă decât ca și „cetățeni” este o abordare nepotrivită împrumutată de la modelul sectorului privat. În revista New Public Management, oamenii sunt priviți ca și unități economice, nu ca și participanți democratici.
La sfârșitul anilor 1990, Janet și Robert Denhardt au propus un nou model de servicii publice ca răspuns la dominația NPM. Un succesor al NPM este guvernanța erei digitale, concentrându-se pe teme de reintegrare a responsabilităților guvernamentale.
Un alt model nou de serviciu public este ceea ce s-a numit Noua Guvernare Publică, o abordare care include o centralizare a puterii. La mijlocul anilor 1980, scopul programelor comunitare din Statele Unite a fost adesea reprezentat de termeni precum viață independentă, integrare comunitară, incluziune, participare comunitară, dezinstituționalizare și drepturi civile. Astfel, aceeași politică publică (și administrație publică) urma să se aplice tuturor cetățenilor, inclusiv celor cu handicap. Cu toate acestea, până în anii 1990, sistemele de stat categorice au fost consolidate în Statele Unite și s-au depus eforturi pentru a introduce mai mult conținut legat de dizabilități în programele de politici publice. Din ce în ce mai mult, academicienii și practicienii politici publice au folosit conceptele teoretice ale economiei politice pentru a explica rezultatele politicilor, precum succesul sau eșecul eforturilor de reformă.

## Ramuri

### Ramuri de bază
În mediul academic, domeniul administrației publice este format din mai multe subdomenii. Experții au propus mai multe seturi diferite de subdomenii. Unul dintre modelele propuse folosește cinci „stâlpi”:
- Teoria organizațională în administrația publică este studiul structurii entităților guvernamentale.
- Etica în administrația publică servește ca abordare normativă a luării deciziilor.
- Analiza politicilor și evaluarea programelor servesc ca o abordare empirică a luării deciziilor.
- Bugetul public și finanțele publice

- Managementul resurselor umane este o structură internă care asigură că personalul din serviciul public își desfășoară activitatea într-o manieră imparțială, etică și bazată pe valori.

### Alte Ramuri
- Managementul nonprofit este cercetarea și practica de operare a organizațiilor nonprofit.
- Managementul urgențelor este funcția managerială însărcinată cu crearea cadrului în care comunitățile reduc vulnerabilitatea la pericole și fac față dezastrelor.

## România
Legislația românească precizează faptul că administrația publică în unitățile administrativ-teritoriale se organizează și funcționează în temeiul principiilor descentralizării, autonomiei locale, deconcentrării serviciilor publice, eligibilității autorităților administrației publice locale, legalității și al consultării cetățenilor în soluționarea problemelor locale de interes deosebit.

## Domeniul academic
Programele universitare care pregătesc studenții pentru cariere în administrația publică oferă de obicei diploma de master în administrație publică(MPA), deși în unele universități se acordă un master în administrație publică. În Statele Unite, domeniul academic al administrației publice se bazează în mare măsură pe științe politice și drept administrativ. Unele programe MPA includ cursuri de economie pentru a oferi studenților o cunoaștere a problemelor microeconomice(piețe, mecanisme de raționalizare etc.) și probleme macroeconomice(de exemplu, datoria națională). Savanți precum John A. Rohr scriu despre o istorie lungă în spatele legitimității constituționale a birocrației guvernamentale. În Europa (în special în Marea Britanie și Germania), divergența domeniului față de alte discipline poate fi urmărită până la programa universitară continentală din anii 1720. Formal, distincțiile academice oficiale au fost făcute în anii 1910, respectiv 1890.
Obiectivele domeniului administrației publice sunt legate de valorile democratice de îmbunătățire a egalității, justiției, securității, eficienței și eficacității serviciilor publice într-un spațiu non-profit; administrarea afacerilor, pe de altă parte, este preocupată în primul rând de extinderea cotei de piață, generarea de venituri și obținerea de profit. Pentru un domeniu construit pe concepte( responsabilitate, guvernare, descentralizare și clientelă ), aceste concepte sunt adesea prost definite, iar tipologiile ignoră adesea anumite aspecte ale acestor concepte. 
Majoritatea programelor de politică și administrație publică combină elemente de științe politice, economie, statistică, drept, drept administrativ și management juridic, relații internaționale, dezvoltare internațională, finanțe publice. Mai recent, școlile de politici publice au aplicat analiza cantitativă, sistemele informaționale de management, știința și analiza datelor și comportamentul organizațional. 
În timp ce diplomele în Politici Publice și Administrație Publică la majoritatea universităților sunt în general predate la nivel de absolvent (master și doctorat). În Statele Unite, domeniul academic al administrației publice se bazează în mare măsură pe științe politice și drept administrativ. Unele programe MPA includ cursuri de economie pentru a oferi studenților o cunoaștere a problemelor microeconomice . Experți precum John A. Rohr scriu despre o istorie lungă în spatele legitimității constituționale a birocrației guvernamentale. În Europa (în special în Marea Britanie și Germania), divergența domeniului față de alte discipline poate fi urmărită până la programa universitară continentală din anii 1720. Formal, distincțiile academice oficiale au fost făcute în anii 1910, respectiv 1890. 
Termenul mai specific „management public” se referă la managementul obișnuit, de rutină sau tipic, care urmărește atingerea binelui public. În unele definiții, „managementul public” se referă la o perspectivă a sectorului privat, condusă de piață, asupra funcționării guvernului. Acest lucru implică, de obicei, angajarea directorilor superiori pe contracte de performanță, mai degrabă decât posturi titulare. Această ultimă viziune este adesea numită „noul management public” (NPM) de către susținătorii săi. Noul Management Public reprezintă o încercare de reformă care pune accent pe caracterul profesional al administrației publice. Avocații NPM urmăresc să înlocuiască accentul academic, moral sau disciplinar al administrației publice tradiționale cu un accent profesional. 
Teoria administrației publice este domeniul în care au loc discuțiile despre semnificația și scopul guvernării. În ultimii ani, teoria administrației publice a conotat periodic o orientare puternică către teoria critică și noțiunile filozofice postmoderne despre guvernare. Cu toate acestea, mulți experți din administrația publică susțin o definiție clasică a termenului care pune accent pe constituționalitate. 

#### Experți notabili
Experții de seamă ai administrației publice au venit din diferite domenii de activitate. În perioada anterioară existenței administrației publice ca subdisciplină independentă a științei politice, oamenii de știință care contribuiau la acest domeniu proveneau din economie, sociologie, management și alte domenii conexe. Recent, experții din administrația publică și politicile publice au contribuit cu studii și teorii importante.

## Perspective de carieră
Administrația publică este „preocupată în mod central de organizarea politicilor și programelor guvernamentale, precum și de comportamentul funcționarilor (de obicei nealeși) responsabili formal de conduita lor”. Mulți angajați publici nealeși, cum ar fi funcționarii publici de carieră, sunt considerați administratori publici. Acestea includ numiți politici, funcționari publici la nivel superior de conducere (serviciu executiv superior) și funcționari publici de nivel inferior precum șefii de departamente/agenții regionale, de stat și federale.

## Organizații internaționale
Există o serie de organizații internaționale ale administrației publice. Asociația Commonwealth de Administrație și Management Public (CAPAM) este diversă, deoarece include cele 54 de state membre ale Commonwealth-ului, din India și Marea Britanie până în Nauru. Conferința reunește miniștri ai serviciului public, oficiali publici de top și oameni de știință de seamă. Cea mai veche organizație este Institutul Internațional de Științe Administrative (IIAS). Cu sediul la Bruxelles, Belgia, IIAS este o platformă mondială care oferă un spațiu pentru schimburi care promovează cunoștințele și bunele practici pentru a îmbunătăți organizarea și funcționarea administrației publice. IIAS urmărește, de asemenea, să se asigure că agențiile publice vor fi în măsură să răspundă mai bine așteptărilor și nevoilor actuale și viitoare ale societății. IIAS a înființat patru entități: Asociația Internațională a Școlilor și Institutelor de Administrație (IASIA), Grupul European pentru Administrație Publică (EGPA), Grupul Latino-American pentru Administrație Publică (LAGPA) și Grupul Asiatic pentru Administrație Publică (AGPA). IASIA este o asociație de organizații și persoane ale căror activități și interese se concentrează pe administrația și managementul public. Activitățile membrilor săi includ educația și formarea administratorilor și managerilor. Este singura asociație academică la nivel mondial în domeniul managementului public. EGPA, LAGPA și AGPA sunt subentitățile regionale ale IIAS. Un alt organism, Comitetul Internațional al Rețelei de Școli de Politici Publice, Afaceri și Administrație (NASPAA) din SUA, a dezvoltat mai multe relații în întreaga lume. Acestea includ forumuri subregionale și naționale precum CLAD, INPAE și NISPAcee, APSA, ASPA.
Centrul pentru Administrație pentru Dezvoltare din America Latină (CLAD), cu sediul în Caracas, Venezuela, este cea mai veche rețea regională de școli de administrație publică înființată de guvernele din America Latină. Institutul este membru fondator și a jucat un rol central în organizarea Rețelei Interamericane de Educație în Administrație Publică (INPAE). Creată în 2000, această rețea regională de școli este unică prin faptul că este singura organizație care este compusă din instituții din America de Nord și America Latină care lucrează în administrația publică și analiza politicilor. Are peste 49 de membri de la școli de cercetare de top din diferite țări din emisfera.
NISPAcee este o rețea de experți, savanți și practicieni care lucrează în domeniul administrației publice în Europa Centrală și Europa de Est. Organizația Regională de Est pentru Administrație Publică (EROPA) este o organizație bazată pe statut de membru, deschisă altor organizații și persoane, cu sediul central în Filipine. EROPA organizează conferințe anuale prin care publică o revistă pe nume Asian Review of Public Administration (ARPA). Are mai multe centre în regiune și ajută la crearea de rețele de experți cu membrii săi.

## Management public
„Managementul public” este o abordare a administrației guvernamentale și a administrației non-profit care seamănă sau se bazează pe managementul sectorului privat. Aceste abordări de afaceri urmăresc adesea să maximizeze eficiența și eficacitatea și să ofere servicii îmbunătățite pentru clienți. Se face un contrast cu studiul administrației publice, care subliniază factorii sociali și culturali ai guvernării. S-a propus o definiție pozitivă și negativă a managementului public. Abordarea pozitivă ca: „un proces de drept al serviciului public pentru cetățeni prin consolidarea relațiilor reciproce, competitivitatea economiei naționale și creșterea practică a utilității sociale prin alocarea eficientă a resurselor publice”. Abordare negativă ca: „Ficțiune, al cărei scop este posibilitatea însușirii temporale sau permanente a bunurilor publice pentru implementarea intereselor particulare ale unui grup social restrâns”. Studierea și predarea despre managementul public sunt practicate pe scară largă în țările dezvoltate.

### Organizații
- În SUA, Societatea Americană pentru Administrație Publică
- În Canada, Institutul de Administrație Publică
- În Marea Britanie, Newcastle Business School, Warwick Business School, London School of Economics , University College London, proiectul de democrație locală din Regatul Unit și Londra Health Observatory.
- În Olanda, Universitatea Erasmus Rotterdam
- În Franța, Școala Națională de Administrație
- În Belgia, Institutul de Guvernanță Publică
- În Germania, Universitatea Germană de Științe Administrative Speyer, Școala Hertie de Guvernare
- În Elveția, Universitatea din Geneva și Școala Elvețiană de Administrație Publică (IDHEAP)
- În Italia, SDA Bocconi School of Management, școala de afaceri absolventă a Universității Bocconi din Milano, Italia.
- În Cipru, Institutul Internațional de Management din Cipru sau CIIM.
- În Irlanda, Institutul de Administrație Publică, Dublin.
- În Africa de Sud, Regenesys Business School prin Regenesys School of Public Management și MANCOSA.

Managementul public comparativ, prin auditul performanței guvernamentale, examinează eficiența și eficacitatea a două sau mai multe guverne.